# Jacqueline Taïeb
Jacqueline Taïeb (ur. 1948 w Tunisie w Tunezji) – francuska piosenkarka tunezyjskiego pochodzenia.
Jacqueline przeniosła się z rodzicami do Francji, gdy miała osiem lat.